# Guimarães Passos
Sebastião Cícero dos Guimarães Passos (Maceió, 22 de março de 1867 — Paris, 9 de setembro de 1909) foi um poeta brasileiro. Compareceu às reuniões de instalação da Academia Brasileira de Letras, onde fundou a cadeira 26, que tem como patrono Laurindo Rabelo.

## Vida
Era filho do major Tito Alexandre Ferreira Passos e de Rita Vieira Guimarães Passos. Seu avô, José Alexandre dos Passos, fora advogado e professor, dedicado também ao estudo de questões vernáculas. Guimarães Passos fez seus estudos primários e os preparatórios em Alagoas. Aos 19 anos foi para o Rio de Janeiro, onde se juntou aos jovens boêmios da época. Era a idade de ouro da boemia dos cafés, e não poderia haver melhor ambiente para o espírito do poeta. Entrou para a redação dos jornais, fazendo parte do grupo de Paula Ney, Olavo Bilac, Coelho Neto, José do Patrocínio, Luís Murat e Artur Azevedo. Colaborou com a Gazeta da Tarde, a Gazeta de Notícias, A Semana. E nas suas colunas ia publicando crônicas e versos. Nos vários lugares em que trabalhou, escrevia também sob pseudônimos: Filadelfo, Gill, Floreal, Puff, Tim e Fortúnio.
Foi também arquivista da Secretaria da Mordomia da Casa Imperial. Com a proclamação da República, e extinta essa repartição, Guimarães Passos perdeu o lugar e passou a viver unicamente de seus trabalhos jornalísticos. Com a declaração da revolta de 6 de setembro de 1893, aderiu ao movimento. Fez parte do governo revolucionário instalado no Paraná, e lutou contra Floriano Peixoto. Vencida a revolta, conseguiu fugir. Exilou-se em Buenos Aires durante 18 meses. Lá colaborou nos jornais La Nación e La Prensa e fez conferências sobre temas literários relacionados ao Brasil.
Em 1896, de volta do exílio, foi um dos primeiros poetas chamados para formar a Academia Brasileira de Letras. Escolheu para seu patrono outro boêmio, o poeta Laurindo Rabelo. Encontrou, no Rio de Janeiro, a sua geração inteiramente transformada. Alguns dos antigos companheiros encontravam-se agora em postos bem remunerados, eram reconhecidos, enquanto ele permanecia como o último boêmio. Ficou doente de tuberculose e, não conseguindo melhoras no Brasil, partiu para a ilha da Madeira e, daí, para Paris, onde veio a falecer, em 1909. Só em 1921 a Academia Brasileira conseguiu fazer trasladar os restos mortais para o Brasil. Para aqui vieram acompanhados dos de Raimundo Correia, falecido em Paris em 1911.
Poeta parnasiano, lírico e, às vezes, um pouco pessimista, Guimarães Passos foi também humorista na sua colaboração para O Filhote, reunida depois no livro Pimentões, que publicou de parceria com Olavo Bilac. Ao tratar de Versos de um simples, José Veríssimo viu nele o "poeta delicado, de emoção ligeira e superficial, risonho, de inspiração comum, mas de estro fácil, como o seu verso, natural e espontâneo, poeta despretensioso, poeta no sentido popular da palavra".

## Obras
- Versos de um simples (1891)
- Hipnotismo (1900)
- Horas mortas (1901)
- Dicionário de rimas, com Olavo Bilac (1905)
- Tratado de versificação, com Olavo Bilac (1905)